# 이영호 (1935년)
이영호(1935년 1월 11일 ~ 1994년 10월 6일)는 대한민국의 교육자, 정치인,관료이다.체육부차관과 체육부 장관을 지냈으며, 서울특별시 의원을 지내던 1994년 사망하였다.1935년 출생하였으며, 예일 대학교를 졸업하였다. 1982년부터 1983년까지 체육부 차관을 지냈고,1983년부터 1984년까지 체육부 장관을 지냈다. 1988년 서울올림픽대회 집행위원장 겸 수석부조직위원장으로 헌신하였다. 1994년에 지병으로 별세하였다.